# Hyosciurus ileile
Hyosciurus ileile là một loài động vật có vú trong họ Sóc, bộ Gặm nhấm. Loài này được Tate & Archbold mô tả năm 1936.